# Maximilian Götz
Maximilian Götz, född 4 februari 1986 i Ochsenfurt, är en tysk racerförare.

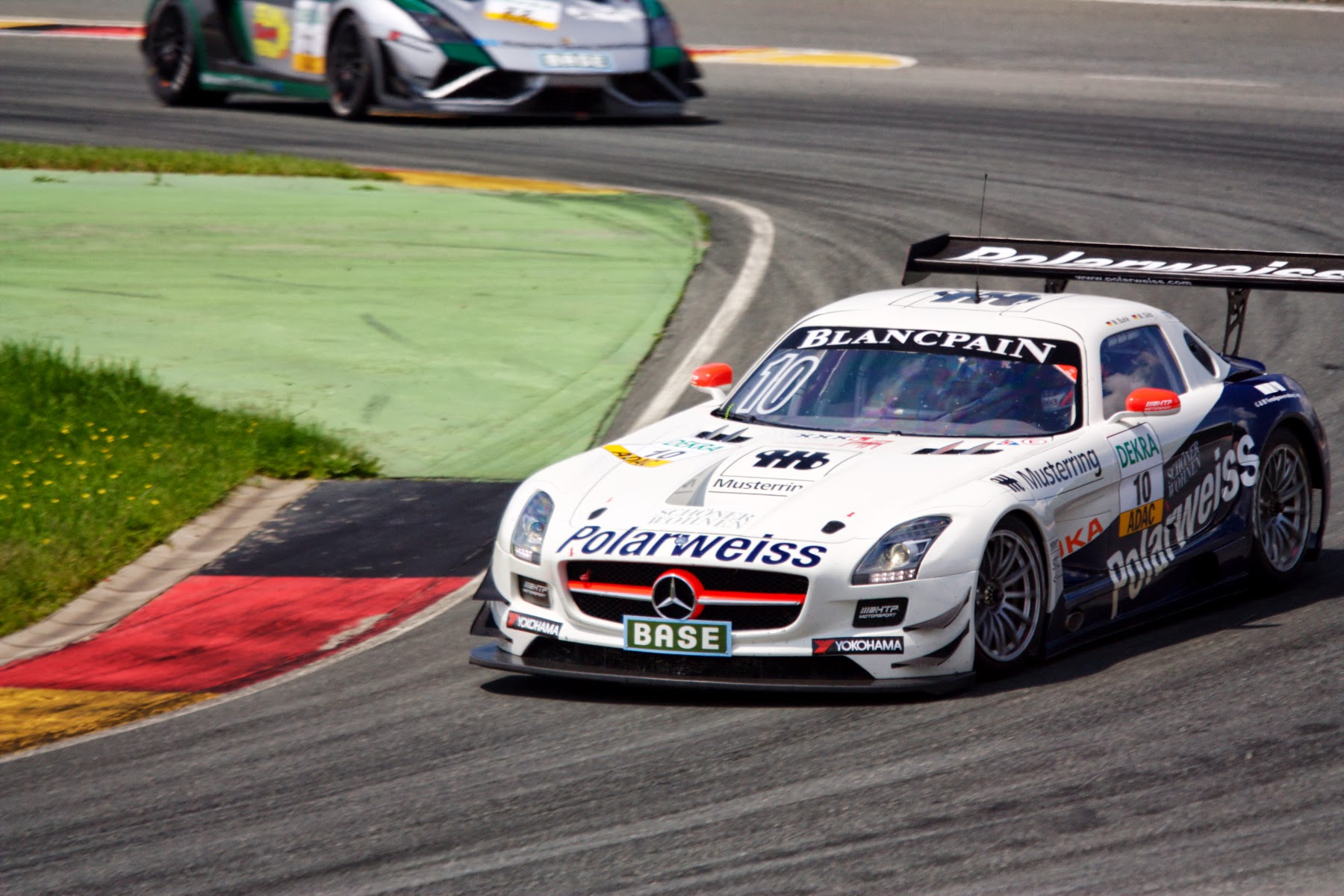
Maximilian Götz på Sachsenring.